# Blue Springs
Blue Springs est une ville du Missouri, dans le comté de Jackson.
C'est une banlieue de Kansas City dont elle est distante de 19 milles (31 km).